# Coutts
Coutts & Co. je britská privátní banka a správce majetku se sídlem v Londýně.
Její vznik v roce 1692 z ní dělá osmou nejstarší banku na světě v nepřetržitém provozu. Dnes je Coutts částí divize správy majetku britské bankovní skupiny NatWest Group. Na Normanských ostrovech a na ostrově Man působí Coutts pod obchodní značkou The Royal Bank of Scotland International. V roce 2021 dosáhla Coutts statusu B-Corp a stala se tak, po Charity Bank a Triodos Bank, teprve třetí britskou bankou, která tuto certifikaci získala.